# Barlig
Barlig (Bayan ng Barlig) är en kommun i Filippinerna. Kommunen tillhör Bergsprovinsen och ligger på ön Luzon. Folkmängden uppgår till 6 351 invånare.
Barlig är indelat i 11 barangayer.